# 中国聯合航空
- 中國聯合航空
- 中国聯合航空
- 中国連合航空

中国聯合航空（ちゅうごくれんごうこうくう、英: China United Airlines）は中華人民共和国の格安航空会社である。正式社名は、中国聯合航空有限公司、略称は聯航である。本社は北京市豊台区におかれている。中国東方航空の子会社。

## 歴史
- 1986年12月25日に創立された。母体は中国人民解放軍空軍で、拠点空港は空軍基地がある北京南苑空港であった。また設立直後の保有機も中国民航や空軍でVIP輸送用として運行されていたホーカー・シドレー トライデント（イギリス製3発ジェット旅客機）だった。人民解放軍運航の航空会社であったため、中国を訪問する外国人が利用する民航の時刻表に掲載されていなかった。それゆえ存在がはっきりしない謎の航空会社であるといわれていた。最大38路線に就航していたとされている。
- 2000年、江沢民党総書記・国家主席が利用する政府専用機としてボーイング767-300を購入したが、盗聴器などが取り付けられていた。

- 中国政府が軍部による営利企業の運営を禁止する措置を発表したため、2002年11月に運行停止した。
- 2014年7月、格安航空会社へとサービス方針を変更することが明らかとなりファーストクラスを廃止し、2015年3月29日より新形態での運航を開始した[1][2][3][4]。
- 2014年の中国民用航空局による統計では、運航正常率が55.7%で、中国の主要航空会社では最も悪い数字を記録した[5]。
- 2019年9月、北京大興国際空港が開港し、本拠地を移転した[6]。

## 就航都市

### 国内線
ハブ空港の北京大興空港を中心に、国内70空港に107路線を運行している。

### 国際線
2025年5月現在、以下の4路線のみ運航している。
- 北京/大興-大阪/関西、ウラジオストク、ヴィエンチャン(ラオス)
- オルドス-ウランバートル、大邱(2025年6月12日より運航開始予定)[7]

## 日本との関係

### 日本への運航路線
| 便名      | 路線      | 路線      | 機材              |
| --------- | --------- | --------- | ----------------- |
| KN819/820 | 北京/大興 | 大阪/関西 | ボーイング737-800 |

### 日本との歴史
- 2017年12月27日、定期チャーター便として、福岡-煙台線に就航した[8]。
- 2018年8月、国土交通省より外国人国際航空運送事業の経営許可を受け[9]、定期チャーター便として運航していた煙台-福岡路線を8月15日から定期便として運航した[10]。
- 2020年1月13日から、静岡-煙台線を延伸し、静岡-煙台-北京/大興線として運航を開始[11]。
- 2020年2月6日より、静岡-煙台-北京/大興線を運休[12]。
- 2025年3月30日より、大阪/関西-北京/大興線に就航[13]。

## 保有機材

### 現在の保有機材
中国東方航空、上海航空の中古機も多く運用されている。
| 機種              | 保有数 | 座席数 | 座席数 | 座席数 | 備考                                      |
| 機種              | 保有数 | C      | Y      | 計     | 備考                                      |
| ----------------- | ------ | ------ | ------ | ------ | ----------------------------------------- |
| ボーイング737-700 | 5      |        | 144    | 144    | 2013年に5機導入。元中国東方航空の中古機。 |
| ボーイング737-800 | 40     |        | 186    | 186    | 2015年以降に導入した機材。                |
| ボーイング737-800 | 11     |        | 180    | 180    | 2009-2014年導入の新造機。                 |
| ボーイング737-800 | 3      | 8      | 168    | 176    | 上海航空の中古機。2024年導入。            |
| ボーイング737-800 | 1      | 8      | 162    | 170    | 上海航空の中古機。2025年導入。            |
| 合計              | 60     |        |        |        |                                           |